# 皮埃爾二世·德·波旁

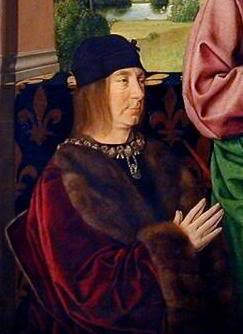
皮埃爾二世·德·波旁

皮埃爾二世·德·波旁，第八代波旁公爵（Peter II, Duke of Bourbon，8me Duc de Bourbon，1438年12月1日－1503年10月10日），法國軍人及攝政王，波旁家族的代表人物之一。
皮埃爾二世·德·波旁本來與奧爾良公爵查理一世的女兒瑪麗有婚約。但是法國國王路易十一為了拉攏波旁及奧爾良兩大家族與皇室的關係，取消二人婚約。另一方面，路易十一將他的長女法兰西的安妮嫁給皮埃爾，他的幼女法蘭西的讓娜嫁給奧爾良公爵查理一世之子路易（即日後的法國國王路易十二）。
路易十一又下令皮埃爾兄長波旁公爵讓二世·德·波旁將博若萊（Beaujolais）讓給皮埃爾，使皮埃爾於皇室議會享有一席。
1483年，路易十一駕崩。其子查理八世繼位，當時只有十三歲。他的長姊法兰西的安妮和姐夫皮埃爾擔任攝政。1488年，經過執掌數年的攝政大權，皮埃爾兩夫婦已在波旁發展了巨大的勢力，安妮貴為然鎮女伯爵，皮埃爾亦為克萊蒙及拉馬爾什伯爵。當長兄讓二世於1488年逝世後，波旁公爵爵位由皮埃爾的兄長里昂大主教夏爾二世繼承。但是這次繼位因為皮埃爾及其妻子安妮強大的勢力兵臨波旁公國的威脅下，夏爾二世決定只收賠償金而放棄爵位，由其弟皮埃爾二世繼承為波旁公爵。
皮埃爾夫婦雖然於查理八世親政後，權力被約束，但是直至查理八世於1498年逝世時，他們仍然是法國的當權者。查理八世逝世後，奧爾良公爵路易十二繼位，皮埃爾便從權力中心退下來。
皮埃爾夫婦雖然有一子克萊蒙伯爵夏爾，但是他早於1498年逝世而無嗣。他們只剩下一女兒蘇珊，他們打算將蘇珊嫁給阿朗松公爵，但是皮埃爾於兩人婚前逝世。為了確定蘇珊的繼承權，安妮便將女兒嫁給下一位波旁公國的男性繼承人蒙特西埃伯爵夏爾。兩人一同統治波旁公國。
| 皮埃爾二世·德·波旁 波旁家族出生于：1438年12月1日逝世於：1503年10月10日 | 皮埃爾二世·德·波旁 波旁家族出生于：1438年12月1日逝世於：1503年10月10日 | 皮埃爾二世·德·波旁 波旁家族出生于：1438年12月1日逝世於：1503年10月10日 |
| 統治者頭銜                                                             | 統治者頭銜                                                             | 統治者頭銜                                                             |
| ---------------------------------------------------------------------- | ---------------------------------------------------------------------- | ---------------------------------------------------------------------- |
| 前任者： 夏爾二世                                                      | 波旁公爵 1488年－1503年                                                | 繼任者： 夏爾三世及蘇珊                                                |